# Lillebonne
Lillebonne és un municipi francès situat al departament del Sena Marítim i a la regió de Normandia. L'any 2020 tenia 8.761 habitants.

## Demografia
El 2007 tenia 9.495 haibtants. La població ha evolucionat segons el següent gràfic:Hi havia 4.378 habitatges, 4.152 habitatges principals, 19 segones residències i 208 desocupats. 2.276 eren cases i 2.080 eren apartaments.

## Economia
El 2007 la població en edat de treballar era de 6.092 persones, 4.361 eren actives i 1.731 eren inactives. De les 4.361 persones actives 3.646 estaven ocupades (2.043 homes i 1.603 dones) i 717 estaven aturades (324 homes i 393 dones). De les 1.731 persones inactives 510 estaven jubilades, 530 estaven estudiant i 691 estaven classificades com a «altres inactius».
L'any 2000 hi havia 16 explotacions agrícoles que conreaven un total de 536 hectàrees.

## Equipaments sanitaris i escolars
El 2009 hi havia dos hospitals de tractaments de curta durada, tres hospitals psiquiàtrics, un centre d'urgències, una maternitat, dos centres de salut, tres farmàcies i dues ambulàncies.
El 2009 hi havia tres escoles maternals i sis escoles elementals. Hi havia dos col·legis d'ensenayament secundàri i un liceu d'ensenyament general.

## Personatges il·lustres
- Annie Ernaux (1940-) escriptora
- Jean Flori (1936-2018) historiador i medievalista